# رقص ببر

روی جلد

رقص ببر (انگلیسی: Dance of the Tiger) به زبان سوئدی (Den Svarta Tigern)، رمانی از دیرین‌شناس فنلاندی بیورن کورتن، منتشر شده در سال ۱۹۷۸ و ترجمه انگلیسی در سال ۱۹۸۰ است. این یک رمان ماقبل تاریخ است که به تعامل بین نئاندرتال‌ها و انسان کرومانیون می‌پردازد. دنباله ای به نام تاسک‌مجرد (Singletusk) که در سال ۱۹۸۲ منتشر شد، داستان خانواده را ادامه می‌دهد.

## طرح
داستان این رمان در ۳۵۰۰۰ سال پیش در اسکاندیناوی، در دوران گرم شدن در عصر یخبندان بزرگ، داستان یک مرد از انسان‌های کرومانیون به نام ببر را دنبال می‌کند که سعی می‌کند شلک را شکست دهد.
شلک یک ظالم و یک دورگه (نئاندرتال/ کرومانیون) است، مردی که پدرش را کشته است. ببر/تایگر با کشته شدن خانواده و بسیاری از افراد قبیله‌اش، با گروه‌هایی از نئاندرتال‌ها ملاقات می‌کند، با آنها تعامل می‌کند و با آنها متحد می‌شود. او در نهایت با یک زن نئاندرتال ازدواج می‌کند.